# 戸田ダリオ
戸田 ダリオ（とだ だりお、1967年〈昭和42年〉4月12日 - ）は、日本のタレント、俳優、歌手、ドッグトレーナー。東京都渋谷区出身。既婚。B型。フルネームは戸田洋二ダリオ。

## 来歴
- 作曲家の父とイタリア人の母の間に生まれる。
- セントメリー・インターナショナル・スクール、上智大学比較文化学科卒。
- 2004年6月に一般女性と結婚。

## 出演作品

### テレビ
- 英語であそぼ
- みんなの広場だ!わんパーク
- 夢りんりん丸
- 100語でスタート!英会話（声の出演：コーパスくん役）
- セサミストリート
- 新感覚☆キーワードで英会話（声の出演：辞書猫のTANGO役）
- はなまるマーケット（毎週火曜日）
- 新感覚☆わかる使える英文法
- しぜんとあそぼ 「てんとうむし」 (ナレーション)
- しごとの基礎英語 「トッダさん役」 (不定期)
- 英会話フィーリングリッシュ（声の出演：Meowコーパス 役）

### CD
- NHK 英語であそぼ(4)
- NHK 英語であそぼ Magic Shapes
- NHK 英語であそぼ Let’s Go Shopping
- NHK英語であそぼ Running!Running!Running!
- NHK 英語であそぼ(9)
- 新・えいごのうた スーパーベスト
- 英語でうたおう!クリスマスソング
- リズムでおぼえるABC~チャンツではじめる英語~
- マザーグース・ベスト-Sing a Song of Sixpence/Humpty Dumpty-
- たのしいえいごのうた あそびうた・ことばあそび大全集
- えいごのうたベスト25~ABCのうた/メリーさんのひつじ~
- たのしいえいごのうた~ドレミのうた/エーデルワイス~
- たのしいえいごのうた~ABCのうた/おおきなふるどけい~
- えいご&にほんごことばあそび-どうよう&えいご-
- みならいカメレオン（2010年4月29日、だりお&ともこ）

### ビデオ
- NHKビデオ 英語であそぼ じゃんけん ぽん!
- NHK 英語であそぼ Magic Shapes

### 舞台
- 劇団急旋回「ザ・龍ーたひこの夢」

　from30＆ACTURISコラボ企画　音楽朗読劇　絵本作家　葉祥明氏原案　＜はちぞうの不思議な旅＞

### ラジオ
- NHKラジオ第2放送　基礎英語3（2010年度・2011年度・2012年度)
- NHKラジオ第2放送　基礎英語2（2013年度・2014年度)